# 1992년 하계 올림픽 독립 참가 선수단

1992년 하계 올림픽 독립 참가 선수단(Independent Olympic Participants at the 1992 Summer Olympics)은 1992년 7월 25일부터 8월 9일까지 스페인 바르셀로나에서 열린 제25회 하계 올림픽에 참가했다. 유고슬라비아 전쟁과 관련된 유엔 안전 보장 이사회의 제재로 인해 올림픽 출전이 금지된 유고슬라비아 연방 공화국(세르비아와 몬테네그로) 출신 선수들과 공식적인 국가 올림픽 위원회가 구성되지 않은 마케도니아 공화국 출신 선수들로 구성되어 있다.
58명의 선수(유고슬라비아 52명, 마케도니아 1116명), 남자 39명, 여자 19명이 13종목 54개 종목에 참가했다. 1992년 독립 올림픽 참가자로 3명의 선수가 모두 사격에서 메달을 획득했다.

## 메달리스트 목록
| 메달   | 이름                | 국적                     | 스포츠 | 이벤트            |
| ------ | ------------------- | ------------------------ | ------ | ----------------- |
| 은메달 | 야스나 셰카리치     | 유고슬라비아 연방 공화국 | 사격   | 여자 10m 공기권총 |
| 동메달 | 아란카 빈데르       | 유고슬라비아 연방 공화국 | 사격   | 여자 10m 공기소총 |
| 동메달 | 스테반 플레티코시치 | 유고슬라비아 연방 공화국 | 사격   | 남자 50m 소총복사 |